# الولايات المتحدة الكولومبية
الولايات المتحدة الكولومبية كانت دولة فيدرالية تضم أراضي جمهوريتي كولومبيا وبنما الحاليتين فيما بين أعوام 1863 و1886. تبعت الاتحاد الكنفدرالي الغرناطي في 1861، وهو الحدث الذي تم تأكيده مع دستور ريونيجرو سنة 1863، وحلت مكانها جمهورية كولومبيا سنة 1886.